# Yaourt au soja
Le yaourt de soja est un produit fermenté se voulant similaire au yaourt, mais fabriqué à partir de lait de soja.

## Composition
Le yaourt de soja peut avoir un léger goût de soja lorsqu'il est fabriqué directement à partir de lait de soja fraîchement préparé ; ce goût est moins prononcé dans le yaourt de soja acheté en magasin et dans le yaourt de soja fabriqué à partir de lait de soja commercial[réf. nécessaire].
Le yogourt de soja a une teneur en protéines similaire à celle du yogourt laitier, plus faible en glucides et plus riche en matières grasses[réf. nécessaire]. S'il n'est pas enrichi, le yaourt de soja ne contient pas de vitamine B12 ni de vitamine D′[réf. à confirmer].
Les laits végétaux ont des structures et des composants différents du lait de vache. Bien qu'ils puissent être utilisés pour fabriquer de nombreux produits similaires à ceux fabriqués à partir de produits laitiers, il existe tout de même des différences de goût et de texture. Étant donné que les laits végétaux ne contiennent pas de lactose (la source d'énergie des Streptococcus thermophilus et des Lactobacillus bulgaricus), les yaourts végétaux contiennent généralement des souches bactériennes différentes de celles d'un yaourt laitier, telles que Lactobacillus casei, Lactobacillus rhamnosus et Bifidobacterium bifidum.

### Autres yaourts végétaux
On produit également des yaourts à partir des laits végétaux d'autres plantes que le soja (chanvre, riz, etc. ). Leur composition et leurs apports nutritionnels varient considérablement selon la plante utilisée ainsi que les éventuels additifs (gomme naturelles, stabilisants, édulcorants, colorants).

## Usage commercial du terme «yaourt»
Dans l'Union européenne, les entreprises ne sont pas autorisées à commercialiser leurs produits à base de plantes en utilisant le mot « yaourt » car ce terme est réservé aux produits d'origine animale uniquement – conformément au règlement de l'Union européenne 1308/2013 et à un arrêt de 2017 de la Cour de justice de l'Union européenne,.
Aux États-Unis, selon la réglementation Standard of Identity de la FDA, le mot « yaourt » était réservé à un produit issu de la lactation. En 2018, la FDA a émis une demande formelle d'informations sur le sujet. En 2021, la FDA a publié une règle finale qui modifie la norme d'identité du yaourt (qui reste un produit d'« ingrédients dérivés du lait ») et prévoit de publier des directives de l'industrie sur « l'étiquetage des substituts du lait à base de plantes » en 2022,.

## Sources et références
1. ↑  Lightowler et Davies, « The vegan dairy », Nutrition & Food Science, vol. 98, no 3,‎ 1er janvier 1998, p. 153–157 (ISSN 0034-6659, DOI 10.1108/00346659810208305, lire en ligne)
2. ↑  McClements, Newman et McClements, « Plant-based Milks: A Review of the Science Underpinning Their Design, Fabrication, and Performance », Comprehensive Reviews in Food Science and Food Safety, vol. 18, no 6,‎ 12 février 2019, p. 2047–2067 (PMID 33336952, DOI 10.1111/1541-4337.12505, lire en ligne)
3. 1 2  Densie Webb, « The Scoop on Vegan Yogurts - Today's Dietitian Magazine », www.todaysdietitian.com, 2018
4. ↑  Cornall, « European Court of Justice says purely plant-based products can't use dairy names », dairyreporter.com, 13 juin 2017
5. ↑  « European Court Prohibits Use of Dairy Names for NonDairy Products », USDA Foreign Agricultural Service, 11 juillet 2017 : « In its June 14 ruling, the ECJ concluded that for marketing and advertising purposes, in principle, the designations "milk", "cream", "butter", "cheese" and "yogurt" are reserved under EU law for products of animal origin only. The ECJ ruling prohibits the use of dairy names in association with purely plantbased products unless the names are included in an EU list of exceptions. The ECJ also clarifies that this prohibition applies even when the plant origin of the product concerned is provided because the addition of descriptive and explanatory terms cannot completely rule out consumer confusion. »
6. ↑  Gottlieb, « Statement from FDA Commissioner Scott Gottlieb, M.D., on modernizing standards of identity and the use of dairy names for plant-based substitutes », FDA, 27 septembre 2018
7. ↑  « Milk and Cream Products and Yogurt Products; Final Rule To Revoke the Standards for Lowfat Yogurt and Nonfat Yogurt and To Amend the Standard for Yogurt », Food and Drug Administration, 11 juin 2021
8. ↑  « Yogurt Rule May Aid Consumer Win on Fake Milk – If FDA Follows Through », National Milk Producers Federation, 12 juillet 2021